# Nousis kyrka

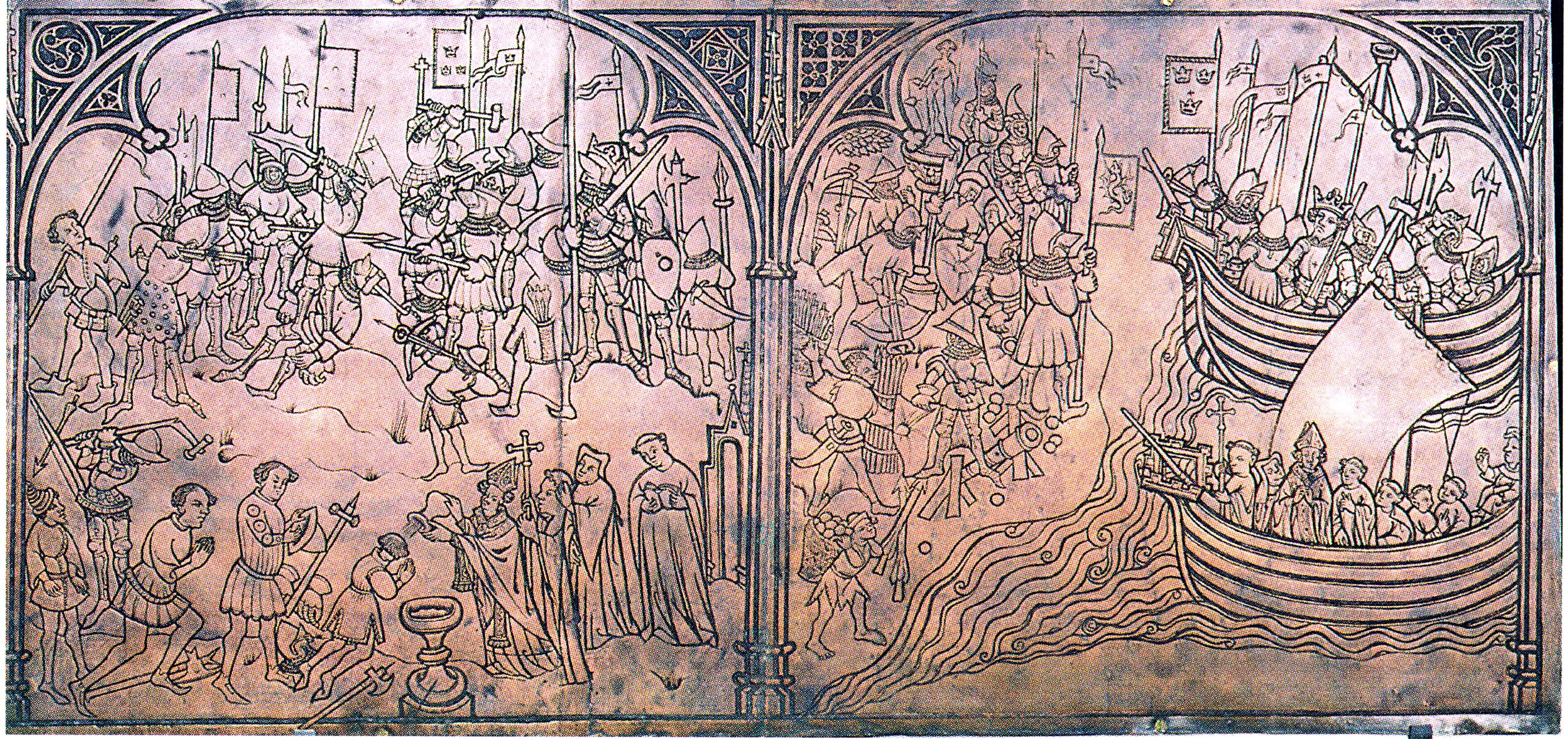
En medeltida kenotaf till biskop Henriks ära finns än i dag att beskåda i Nousis kyrka.

Nousis kyrka är församlingskyrka i Nousis församling, en av de äldsta i Finland. Nousis kyrksocken har sitt ursprung i en fornsocken, som under missionstiden på 1100-talet omvandlades till en stamsocken. Det samma gäller grannsocknen Santamala. Nousis var Finlands första domkyrkoförsamling.  Enligt traditionen blev Finlands apostel, biskop Henrik, enligt egen önskan begraven i Nousis och därifrån överflyttades hans ben den 18 juni 1300 till den då färdigblivna Åbo domkyrka. År 1229 lär biskop Thomas ha låtit flytta biskopssätet från Nousis till Korois vid Aura å, varifrån det sedermera förlades till Åbo. Denne biskop utnämnde 1234 pastorn i Nousis till sin kapellan. Enligt nutida undersökningar byggdes den nuvarande kyrkan omkring år 1290, på samma plats som en tidigare träkyrka. Den nuvarande stenkyrkan avviker från många andra finländska medeltidskyrkor genom att dess kor och västra del är femsidiga. År 1340 förenades Nousis socken med Santamala socken som ett prebende under domprosten i Åbo med Santamala som moderkyrka. Kort efter det delades Santamala socken i Nousis och Lemu socken.

## Biskop Henriks kenotaf
De mest betydande helgonbilderna av biskop Henrik utgörs av de kopparplåtar, som täcker helgonets kenotaf i Nousis kyrka. Biskop Henriks reliker hade som ovan nämnts förts till Åbo domkyrka, där biskop Hemming sedan lät placera dem i ett silverskrin, vilket dock konfiskerades under reformationstiden. Dock förvarades Henriks kvarlevor (benen och huvudskålen) till Stora ofreden, då de stals av de ryska ockupanterna. Relikerna sägs ha sänts som kuriositeter till Peter den stores samlingar. För att återgå till Nousis kyrka lät biskop Johannes II Petri 1370 uppföra en kenotaf; den var av lerskiffer och utgjordes av en fyrkantig, enkel kista eller låda. Någon tid därefter lät biskop Magnus II Tavast täcka kenotafens sidor med kopparplåtar, som var graverade med biskop Henriks bild och scener ur hans historia. Konstverket anses vara det dyrbaraste, som bevarats i Finland från medeltiden. Dylika arbeten härstammar i regel från Flandern; dock är det inte fullt avgjort, om inte Nousis kenotaf möjligen utförts någon annanstans, som i norra Tyskland. Ofta anträffas i dessa trakter gravhällar med den avlidnes bild, liknande den i Nousis, men sådana omfattande framställningar av helgonets legend, som fått plats på sidorna av Henrikskenotafen, är inte kända från någon annan plats. Dessa bilder är även ur ett europeiskt perspektiv enastående och dyrbara konstverk.

## Kyrkans namn
Kyrkan heter S:t Henrik